# Nerds and Monsters
Nerds and Monsters (Nerds e Monstros (título em Portugal) ) é uma série de desenho animado canadense, produzida pelo estúdio de animação Slap Happy Cartoons, que estreou no canal YTV em 12 de março de 2014. Em Portugal a série começou a ser transmitida pela SIC K em 1 de julho de 2015.
Em 2014 no Festival Internacional de Média de Banff, foi anunciado que a série havia sido renovada para uma segunda temporada. Em 14 de julho de 2015, a série foi adquirida pelo Hulu, onde foi transmitida na seção Hulu Kids.

## Elenco
| Personagem        | Canadá               |
| ----------------- | -------------------- |
| Dudley Squat      | Tabitha St. Germain  |
| Becky Hooger      | Tabitha St. Germain  |
| Irwin Chang-Stein | Vincent Tong         |
| Stan Grissle      | Ty Olsson            |
| Zarg              | Brian Dobson         |
| Skur              | Ian James Corlett    |
| Lyle              | Brian Drummond       |
| Urp               | Lee Tockar           |
| Durn              | Michael Adamthwaite  |
| Vink              | Michael Daingerfield |

## Reconhecimentos
| Ano  | Associação                             | Categorias                                    | Destinatários e nomeados      | Resultado |
| ---- | -------------------------------------- | --------------------------------------------- | ----------------------------- | --------- |
| 2014 | Prémios Leo                            | Melhor Guião/Roteiro de Série de Animação     | Greg Sullivan                 | Venceu    |
| 2014 | Prémios Leo                            | Melhor Guião/Roteiro de Série de Animação     | Kendra Hibbert                | Indicado  |
| 2014 | Prémios Leo                            | Melhor Direção de Série de Animação           | Greg Sullivan Denis Crawford  | Indicado  |
| 2014 | Prémios Leo                            | Melhor Dobragem/Dublagem de Série de Animação | Tabitha St. Germain           | Indicado  |
| 2014 | Prémios Leo                            | Melhor Dobragem/Dublagem de Série de Animação | Vincent Tong                  | Indicado  |
| 2015 | Os Prémios do Ecrã Canadiano/Canadense | Melhor Guião/Roteiro de Série de Animação     | Vito Viscomi                  | Indicado  |
| 2015 | Prémios WGC Screenwriting              | Melhor Guião/Roteiro de Série de Animação     | Greg Sullivan                 | Indicado  |
| 2015 | Prémios Leo                            | Melhor Direção de Série de Animação           | Greg Sullivan Russell Crispin | Indicado  |
| 2015 | Prémios Leo                            | Melhor Dobragem/Dublagem de Série de Animação | Ian James Corlett             | Indicado  |
| 2015 | Prémios Leo                            | Melhor Guião/Roteiro de Série de Animação     | Dennis Heaton                 | Venceu    |